# Tjerk Bottema

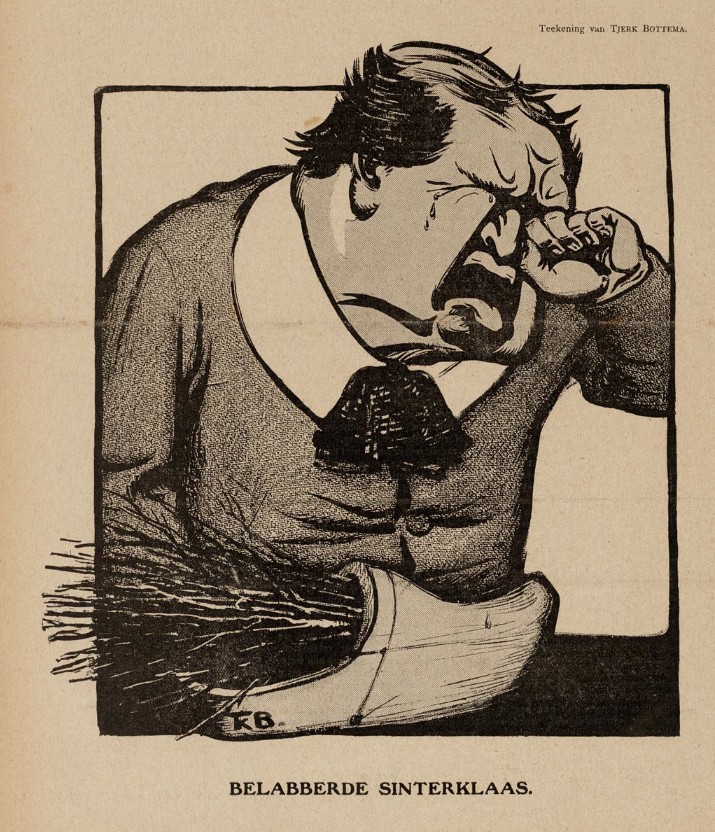
Abraham Kuyper par Tjerk Bottema (5 décembre 1909)

Tjerk Bottema, né à Bovenknype le 4 mars 1882 et mort le 21 juin 1940 dans la Manche, est un peintre, décorateur et illustrateur néerlandais. 

## Biographie
Fils de Johannes Bottema et de Tjitske de Vries, paysans, il fait ses études à l'école d'art et d'artisanat Quellinus d'Amsterdam puis, de 1901 à 1904 de l'Académie royale des beaux-arts d'Amsterdam où il est élève d' August Allebé, Georg Sturm (nl) et Nicolaas van der Waay.
Il se fait connaître à Londres, Berlin, Paris, Amsterdam, Anvers et en Italie et expose dès 1921 au Salon des artistes français puis à partir de l'année suivante, au Salon des indépendants dont il devint membre du jury, à Paris comme à Amsterdam.
En 1925, il expose au Salon d'automne et obtient une médaille d'honneur et une médaille d'argent. Médaille d'honneur à l'Exposition internationale de Bordeaux (1926), ses œuvres sont conservées, outre dans des collections particulières, aux musées de La Haye et de Leeuwarden. 
Dessinateur durant huit années du De Notenkraker, on lui doit le plafond de l'Hôtel-de-ville de Berlin-Charlottenbourg. 
Il est tué dans la Manche le 21 juin 1940 avec Hendrik Marsman et sa femme lorsque le navire Bérénice est torpillé.

## Œuvres
- Les Faucheurs marchant
- Portrait de M. Frapié
- Portrait de Fryde Rönne